# دولورز باسا
دولورز باسا (مواليد 1959) هي معلمة نفسية وسياسية إسبانية، شغلت منصب وزير العمل والشؤون الاجتماعية والعائلات في حكومة كاتالونيا إلى أن فصلت إسبانيا الحكومة الكتالونية في 27 أكتوبر 2017. وهي معروفة بمسيرتها النقابية في نقابة العمال الإسبانية الرئيسية، منذ مارس 2018 تم حبسها احتياطيًا بدون كفالة بأمر من المحكمة العليا الإسبانية بتهمة التحريض على الفتنة والتمرد. حُكم عليها في 14 أكتوبر 2019 بالسجن 12 عامًا بتهمة التحريض على الفتنة، باعتبارها مسؤولة عن تخصيص عدة آلاف من المدارس العامة كمراكز اقتراع في استفتاء 1 أكتوبر 2017. أطلق سراحها في يونيو 2021 بعد عفو حكومي.